# Resolução 324 do Conselho de Segurança das Nações Unidas
A Resolução 324 do Conselho de Segurança das Nações Unidas, adotada em 12 de dezembro de 1972, após reafirmar resoluções anteriores sobre o assunto, o Conselho prorrogou o estacionamento em Chipre da Força de Manutenção da Paz das Nações Unidas em Chipre por mais um período, agora encerrado em 15 de junho de 1973. O Conselho exortou também as partes directamente interessadas a continuarem a agir com a maior contenção e a cooperar plenamente com a força de manutenção da paz .
A resolução foi aprovada por 14 votos a zero, enquanto a República Popular da China se absteve na votação .

## Ligações externos
- Obras relacionadas com Resolução 324 do Conselho de Segurança das Nações Unidas no Wikisource